# بی تو تنهایم
بی تو تنهایم فیلمی به کارگردانی و نویسندگی قدرت‌الله صلح‌میرزایی محصول سال ۱۳۸۰ است.

## خلاصه داستان
بهرام که به دلایلی از وصلت دخترش با بهروز ناراحت است، برای به هم خوردن این وصلت خانوادهٔ بهروز را با بحران شدیدی روبه رو می‌کند…

## بازیگران
- علی قربان زاده
- محمود پاک‌نیت
- شهنام شهابی
- ندا وطنی
- علی طالب لو
- زهرا سعیدی
- اصغر محبی
- مجید مشیری
- احمد قدکچیان
- مهدیس عزیزپور
- حمیدرضا آفرینش
- اسماعیل صیدیلو
- سعید واثق
- امیرهوشنگ حسینی
- طاهره کاظمی
- محمدعلی شاملو